# Kutsuplus
Kutsuplus (« appel plus » en finnois ) est un système de transport de la ville d'Helsinki en Finlande. Ce système a été comparé à Uber mais est contrôlé et subventionné par la municipalité. Il est entré en test en 2012 et a cessé ses activités fin 2015 en raison de ses coûts de fonctionnement trop élevés.

## Description du système
Kutsuplus consiste en un petit groupe de mini-bus d'une dizaine de places, et en un système informatique de gestion de ces véhicules. 
Plus précisément, les usagers peuvent entrer leur trajet sur une interface (une application pour les smartphones), et un algorithme calcule quel est le mini-bus le plus proche, et le prix du trajet. Si l'utilisateur accepte, le bus changera sa route pour aller le chercher et l'amener à destination. 
Le principe étant que ce possible détour ne fasse pas perdre trop de temps aux usagers déjà présents dans le véhicule.
Kutsuplus a été développé par une start up, Alejo, mais c'est la ville (plus précisément HSL-Transports de la région d’Helsinki) qui contrôle le système et le subventionne.
Un trajet avec Kutsuplus coûte plus cher qu'un bus, mais moins qu'un taxi. 
Le prix est calculé avec le trajet le plus direct pour aller du départ à l'arrivée, et non pour le trajet effectivement emprunté, qui peut faire des détours pour aller prendre ou déposer d'autres passagers.

## Histoire et objectifs
Le système est entré en test en 2012. En mai 2014, il n'y avait qu'une quinzaine de bus en fonction, ce qui ne représentait pas un service important. Mais il est prévu de le développer fortement.
Kutsuplus a été remarqué comme une alternative publique à Uber. 
En particulier, cet aspect permet à Kutsuplus d'être intégré aux systèmes publics de transports, qui proposent pour un trajet plusieurs méthodes (transports en commun traditionnels, vélo etc.). De plus la ville obtient les données sur les trajets, et n'a pas besoin de les acheter à une entreprise privée, comme Uber à Boston.
Kutsuplus est un exemple de solution pour réduire le nombre de voitures dans les grandes villes, un autre exemple est un système de taxes comme à Londres.
Le service a été arrêté le 31 décembre 2015, pour des raisons de coûts, malgré une fréquentation croissante.